# Neoblemus
Neoblemus is een geslacht van kevers uit de familie van de loopkevers (Carabidae). De wetenschappelijke naam van het geslacht is voor het eerst geldig gepubliceerd in 1923 door Jeannel.

## Soorten
Het geslacht Neoblemus omvat de volgende soorten:
- Neoblemus andrewesi Jeannel, 1923
- Neoblemus bedoci Jeannel, 1923
- Neoblemus championi Jeannel, 1923
- Neoblemus dostali Donabauer, 1995
- Neoblemus gillerforsi Jeanne, 1996
- Neoblemus glazunovi Jeannel, 1935
- Neoblemus jeannei Pupier, 2006
- Neoblemus kubani Deuve, 2006
- Neoblemus samai Magrini et Pavesi, 2003
- Neoblemus zetteli Donabauer, 1995